# Mackensie Alexander
Mackensie Alexander (Immokalee, 12 novembre 1993) è un giocatore di football americano statunitense che milita nel ruolo di cornerback per i Miami Dolphins della National Football League (NFL).

## Carriera

### Minnesota Vikings
Al college, Alexander giocò a football con i Clemson Tigers dal 2013 al 2015, venendo inserito nel Third-team All-American nella sua ultima stagione. Fu scelto nel corso del secondo giro (54º assoluto) nel Draft NFL 2016 dai Minnesota Vikings.

### Cincinnati Bengals
Il 30 marzo Alexander firmò con i Cincinnati Bengals.

### Minnesota Vikings
Il 29 marzo 2021 Alexander firmò per fare ritorno ai Vikings.

### Miami Dolphins
Il 15 agosto 2022 Alexander firmò con i Miami Dolphins. Otto giorni dopo fu inserito in lista infortunati.